# Thomas Rixen
Thomas Rixen (* 1974) ist ein deutscher Politikwissenschaftler.

## Leben
Von 1994 bis 1997 studierte er Politikwissenschaft, öffentliches Recht und Volkswirtschaftslehre an der Universität Bonn und von 1998 bis 1999 an der Universität Paris-Nanterre (Erasmus/Sokrates-Stipendium). Von 1997 bis 2001 erwarb er den M.A. in Politikwissenschaft, öffentliches Recht und Betriebswirtschaftslehre, sowie Studium der Volkswirtschaftslehre an der Universität Hamburg. Von 2001 bis 2002 erwarb er den Master of Applied Economics (MAE) an der University of Michigan (Stipendium des DAAD). Nach der Promotion (2003–2007) an der Jacobs University Bremen (Dissertation über "Die politische Ökonomie globaler Steuerpolitik") war er von 2007 bis 2011 Lehrbeauftragter an der Universität Potsdam, der FU Berlin und der Universität Luzern. Von 2003 bis 2007 war er wissenschaftlicher Mitarbeiter, Sonderforschungsbereich „Transformationen des Staates“, Jacobs University Bremen. Von 2011 bis 2012 war er ordentlicher Professor für Politikwissenschaft (Internationale Politische Ökonomie), Freie Universität Berlin. Von 2007 bis 2012 war er wissenschaftlicher Mitarbeiter am Wissenschaftszentrum Berlin für Sozialforschung (WZB), Abteilung „Global Governance“. Von 2012 bis 2019 lehrte er als Professor für Politikwissenschaft, insb. international vergleichende Politikfeldanalyse an der Otto-Friedrich-Universität Bamberg. Seit 2019 ist er Professor für Internationale und Vergleichende Politische Ökonomie an der Freien Universität Berlin.
Mitte Juni 2024 forderte Rixen mit mehreren tausend weiteren Professoren und Dozenten den Rücktritt der Bildungs- und Forschungsministerin Bettina Stark-Watzinger aufgrund ihrer Erwägungen zur Sanktionierung von Hochschulangehörigen.

## Schriften
- Paradiese in der Krise. Transparenz und neue Regeln für Steuer- und Regulierungsoase. Bonn 2009, ISBN 978-3-86928-012-7.
- mit Klaus Seipp: Mit mehr Transparenz zu einem gerechten Steuersystem. Studie der Abteilung Wirtschafts- und Sozialpolitik der Friedrich-Ebert-Stiftung. Bonn 2009, ISBN 978-3-86872-121-8.
- mit Susanne Uhl: Unternehmensbesteuerung europäisch harmonisieren! Was zur Eindämmung des Steuerwettbewerbs in der EU nötig ist. Bonn 2011, ISBN 978-3-86872-851-4.
- mit Frank Bandau und Malte Lübker: Was ist uns der Wohlfahrtsstaat wert? Einstellungen zur Finanzierung und politische Handlungsoptionen. Bonn 2017, ISBN 978-3-95861-828-2.